# 昭平县
昭平县（邮政式拼音：Chaoping）在中国广西壮族自治区东部，是贺州市所辖的一个县。面积3273平方公里，縣人民政府駐昭平鎮。

## 历史
宋太祖开宝五年（972年）置龙平县，属昭州；宣和六年（1124年）宋徽宗改为招平县，谓招抚平定之意，“招”字不雅，改用光明、明亮的“昭”字，始得名“昭平”；孝宗淳熙六年（1179年）复称龙平；明万历四年（1576年）重设昭平县。

## 人口
截至2020年11月1日零時，昭平縣常住人口為330116人。

## 地理
地处南岭余脉，山区占90%以上，以土山为主要特征。北高南低，西北部、中部、东西边境为低山、山间盆地，南部为丘陵地带，东北部为岩溶洼地（喀斯特）地貌。桂江纵贯南北，年均流量45.35亿立方米，域内河流长1624公里。亚热带季风气候，温和，雨量充沛；年均温19.8℃，年雨量2046毫米，为广西多雨、暴雨中心地带之一。无霜期在310天以上。

## 行政区划
昭平县下辖9个镇、2个乡、1个民族乡：
昭平镇、文竹镇、黄姚镇、富罗镇、北陀镇、马江镇、五将镇、走马镇、樟木林镇、仙回瑶族乡、凤凰乡和木格乡。

## 交通

### 公路
- 包茂高速、 贺西高速、 241国道、 355国道。

## 风景名胜
- 黃姚古鎮

## 特产
黄姚黄精酒（国家地理标志产品） 与昭平茶叶、黄姚豆豉。